# 宋氏蘭
承天高皇后（越南语：／；1762年1月19日—1814年2月22日），名宋氏兰（越南语：／），越南阮朝開國皇帝阮福映的正室。

## 生平
宋氏蘭祖籍在清華鎮宋山縣，景興二十二年十二月二十五日（1762年1月19日）出生。其父是歸國公宋福匡，母為黎氏。景興三十五年（1774年），隨父宋福匡出奔嘉定（今胡志明市一帶）。景興三十九年（1778年），宋氏蘭嫁給阮福映，被冊封為「元妃」。根據《大南實錄》的記載，宋氏蘭「恭慎小心，動有法度」，與阮福映感情非常深厚。在嘉定期間，宋氏蘭為阮福映生下阮福昭、阮福景二子，但阮福昭出生不久後便夭折了。
景興四十四年（1783年），阮惠、阮侶率西山軍攻陷了嘉定，宋氏蘭隨阮福映以及王太妃阮氏環等宮眷出奔富國島；旋即阮福映前往暹羅求救。阮福景也隨法國傳教士百多祿前往法國尋求支援。臨行之前，阮福映留下半鎰黃金作為信物。景興四十六年（1785年），舊阮、暹羅聯軍欲奪回嘉定，但被西山軍所敗，阮福映再奔暹羅，並派人將阮氏環、宋氏蘭等宮眷接到暹羅。
景興四十九年（1788年），阮福映奪取嘉定之後，派阮文閑出使暹羅告捷，將阮氏環、宋氏蘭等家眷接到嘉定。此後每次阮福映出兵征討西山朝的時候，宋氏蘭都跟隨在阮福映的身邊。景興五十二年（1791年），左宮嬪二妃陳氏璫為阮福映生下了阮福膽（即後來的明命帝）。阮福映將阮福膽交給宋氏蘭撫養，並立契券為證，交給宮婢阮氏犁保管。
嘉隆元年（1802年），阮福映建立阮朝。次年（1803年），宋氏蘭被冊立為王正后。嘉隆五年（1806年），阮福映正式登基稱帝，宋氏蘭被冊立為皇后，成為阮朝第一位也是唯二的两位位身前被冊立的皇后之一（另一位是南芳皇后阮有氏蘭）。
嘉隆十三年二月初三日（1814年2月22日），宋氏蘭在順化皇城的坤元殿去世，寿54歲。阮福映甚為哀悼，諡之為簡恭齊孝翼正順元皇后（越南语：／）。由於宋氏蘭所生的兒子阮福景、阮福曦、阮福晙全都先於宋氏蘭逝世，阮福映遂命阮福膽為宋氏蘭戴孝。翌年，葬於天授陵玄宮之右，並安其神主於皇仁殿。
嘉隆十八年（1819年）阮福映死後，與宋氏蘭合葬天授陵。明命元年（1820年），明命帝加谥她為承天佐聖厚德慈仁簡恭齊孝翼正順元高皇后（越南语：／），附祀於阮福映的世祖廟。

## 冊文
嘉隆二年（1803年），封王后冊文：
天道資陰養之功，化醇萬物；聖人設內輔之職，表正六宮。稱是懿章，歸於令德。眷惟元妃宋氏，琚璜美業，琬琰芳儀。濳龍初天，妹定祥貞，靜嗣徽音于京室；維鳩日邦，媛表淑勤，儉基王化於舟梁。椒寔蕃而慶衍麟振；樛蔭茂而寵延魚串。洎遭屯步，樂得坤朋艱關，湯斾武旄。共朕八九世先王之讎恥，迢遞蜀城秦棧，隨予三十年，隣國之風塵坎坷，愈篤堅貞婉娩。夙閑禮度，助孝思於長樂，親調御膳之珍甘；分苦節於會稽，自織同袍之絺綌。永巷脫簪，多資補袞；明庭望燎，屢贊求衣。朕思九廟之蒸嘗，香襪同懷於履露；朕念六軍之勞苦，翠娥竝蹙於聞鼙。飽殷憂而淵塞秉心，遵晦養而和柔著德。當熊衞漢，不愧馮姬；走馬造周，有光姜女。乾坤再造，旣同濟於艱難；日月竝明，宜共享其富貴。載稽古典，用錫徽稱。奉王太后慈命，特遣掌神武軍范文仁、禮部鄧德超捧金冊琮寶，立為王正后。夫惟肅恭，可以事上；夫惟仁慈，可以接下。后克勤人用弗怠，后克約人用弗泰。后其念茲，以承尊廟之慶，以綏子孫之庥。
嘉隆五年（1806年），封皇后冊文：
朕惟純坤之體，配乎乾元；王化之始，基於內治。同尊竝貴，於禮為正。睠惟王后宋氏，義聞汪洽，淑行純備。司朕壼職，穆然中饋。曩在播越，朕焦勞玉外，后勤相于內。艱難共濟，夷險備嘗。祁僮致敬，甘旨盡孝。恩施子姓，澤被戎伍，溫柔恭儉，以弘相朕。珩瑀之懿，式範庭闈。關雎之風，化成天下。修齊治平，寔有賴焉。朕甫協廷臣奏請，旣正帝號。言念后位于內，與朕同治。宮中之職，必本諸朝。朕已上白皇太后，旨特遣掌神武軍兼神策軍謙郡公范文仁持節、戶部尚書積善侯阮奇計為副，齎金冊金寶晉封為皇后，以隆位號。后其膺此榮稱，勖修內政。恪事宗廟，母儀臣庶。祗勤于德，每思義而有光；克篤其慶，永承庥于無斁。
嘉隆十三年（1814年），皇后諡冊文：
內治資內相，詩先正始之章；大行受大名，禮重飾終之典。永懷淑德，宜賁徽稱。大行皇后宋氏，誕出名家，肅閑義訓，自天配合，與朕修齊。雲雷方屯，風塵協濟。海天艱險，勱相朕躬。羈旅凄凉，承歡母后。夙夜匪懈，儆戒相成。廟社之讎，思與朕復之；黎元之苦，思與朕拯之。肆朕光復輿圖，廓清海宇。惟后奉先思孝，接下思恭。逮妃嬪愛均子姓，惠同紳弁。心注閭閻，襄事瑞陵，哀戚備至，始終一德。中外歸仁，花甲未週，翟軒遽促，靜思良佐。載舉彝章，是用請命宗廟。茲特遣欽差掌右軍監神策軍謙郡公范文仁為正使、禮部尚書興讓侯范登興為副，捧金冊金寶，晉諡曰簡恭齊孝翼正順元皇后。尚其光受隆稱，昭垂奕葉。於戲！行之迹，功之表，禮固宜然；生也榮，死也哀，后其斯諒。
明命元年（1820年），加諡冊文：
禮莫大於尊名，孝莫先於述德。永懷懿範，式賁徽稱。欽惟皇妣簡恭齊孝翼正順元高皇后慈孝天資，端莊義訓。內治相艱難之業，修齊首正王風；上事敦婉順之容，終始克成至孝。母儀之化，被于海宇。子育之愛，慶及宮庭。雖雲輧先逝於帝鄉，而彤管永垂於壼則。肆藐德初承大統，追崇旣述於聖功。惟坤儀上配，乾元纘美，載稽於鉅典。謹率羣臣，請命宗廟。恭奉冊寶，加上尊諡曰承天佐聖厚德慈仁簡恭齊孝翼正順元高皇后。伏惟光膺顯諡，陟配禰宮。於戲！敬其所尊，厚載難名於至德；洋乎在上，崇成永迓於繁禧。